# Cercatemi domani, sarò morto
Cercatemi domani, sarò morto (Ask for Me Tomorrow) è un romanzo giallo della scrittrice canadese Margaret Millar, il primo della serie avente come protagonista l'avvocato Tom Aragon. Pubblicato nel 1976, in italiano è uscito l'anno seguente nella collana  Il Giallo Mondadori.

## Trama
Tom Aragon è il più giovane membro di un importante studio legale di Los Angeles. Il suo principale, Smedler, lo raccomanda a una signora che aveva chiesto un avvocato bilingue, da inviare in Messico a compiere ricerche. La donna, Gilly Decker, vuole ritrovare il suo primo marito, B. J. Lockwood, che l'aveva lasciata da otto anni, dopo aver messo incinta una cameriera di soli quindici anni, Tula Lopez. Gilly preferisce un avvocato a un investigatore privato, perché conta sul segreto professionale e Aragon accetta l'incarico. Il secondo marito di Gilly è Marco Decker, ammalato gravissimo, privo di autonomia: per questo in casa c'è anche un infermiere, Reed.
Aragon parte per la sua missione e trova, in un remoto villaggio, il bambino nato da Lockwood e da Tula: ritardato e impedito nella deambulazione, è ben inserito nella grande famiglia del villaggio, ma nulla si sa più dei suoi genitori. Lockwood, anni prima, aveva tentato un'impresa con un certo Jenkins: costruire in riva al mare case e servizi per turisti. L'agenzia creata dai due si era chiamata Jenlock Haciendas, ma tutto era fallito e i soci erano finiti in carcere con l'accusa di truffa. Poi Lockwood era sparito, ma non Jenkins. Aragon rintraccia l'americano (con l'aiuto della sua compagna Emilia) e lo incontra. Ma il giorno dopo, rendendosi conto che Jenkins non è tornato all'appuntamento con lui, Aragon lo va a cercare. Drogato e ubriaco, Jenkins fugge inspiegabilmente da Aragon e si getta da un ponte. La morte è considerata un incidente e Aragon non può provare che Jenkins sia stato avvelenato.
Il giovane ritorna a Los Angeles. Qui, dopo poche ore, Gilly gli chiede di ripartire. Lei ha saputo da Ethel (prima moglie di Lockwood) che l'ex marito le aveva inviato una lettera con la richiesta di 10000 dollari, cifra che gli avrebbe permesso di uscire dal carcere, corrompendo il giudice,tale Hernandez. Sulla base di queste novità, Aragon va a cercare Hernandez, ma lo trova morto. Qualcuno gli ha messo a soqquadro lo studio e poi lo ha assassinato con un appuntito cavatappi. Avvertita Gilly dell'insuccesso, Aragon è esonerato dal procedere, ma si intestardisce e decide di rintracciare Tula Lopez. E la trova, grazie a un funzionario, seviziata e uccisa, in apparenza da un maniaco.
Il ritorno di Aragon coincide con la morte del signor Decker. L'avvocato però ha capito la verità e, prima di entrare dal malato, fa confessare Reed: ogni volta che Aragon era in traccia di qualcuno, interveniva Reed a toglierlo di mezzo, secondo un piano accuratissimo ideato da Gilly. La donna aveva giurato di vendicare Lockwood, sopprimendo coloro che lo avevano rovinato e intanto lui, nascosto sotto l'identità fittizia di Marco Decker, si spegneva.  Anche Gilly ammette di aver manipolato Aragon e finalmente Lockwood-Decker muore. L'avvocato non dice parola: sa di non poter fare più nulla

## Personaggi
- Tom Aragon, avvocato venticinquenne presso un importante studio legale.
- Smedler, principale titolare dello stesso studio legale.
- Laurie Macgregor, moglie di Aragon, pediatra all'ospedale di San Francisco.
- Gilly (Gilda Grace Lockwood Decker), cinquant'anni, molto ricca, sposata prima con B. J. Lockwood e poi con Marco Decker.
- Decker, uomo malato, deve essere assistito in tutto.
- Reed Robertson, infermiere personale di Decker.
- Violet Smith, governante di casa Decker.
- Ethel Lockwood, prima moglie di B. J..
- Tula Lopez, cameriera quindicenne rimasta incinta di B. J.. Per questo motivo lui ha lasciato Gilly, sua seconda moglie.
- Pablo, otto anni, figlio di Tula e B. J., affetto da una paralisi a una gamba e un grave ritardo mentale.
- B. J. Lockwood, marito di Ethel, poi di Gilly, segue Tula Lopez in Messico, dove spera di aprire un'agenzia immobiliare.
- Harry Jenkins, socio di Lockwood.
- Emilia, compagna di Jenkins.

## Edizioni
In lingua italiana
- Margaret Millar, Cercatemi domani, sarò morto, traduzione di Luciana Crepax, collana Il Giallo Mondadori n. 1489, Milano 1977
- Id. Cercatemi domani, sarò morto, traduzione di Luciana Crepaz (sic), collana I Classici del Giallo Mondadori n. 746, Milano 1995

In altre lingue
- (DE)  Id. Fragt morgen nach mir (Ask for me tomorrow), trad. Anne Uhde, 1978
- (JA)  Id. Ashita tazunete kuru ga ii, Hawakawa Shobō, Tokyo 1978, ©1976
- (ES)  Id. Pregunta por mí, mañana, spagnolo, 1. ed. 1979
- (FI)  Kysykää minua huomenna, traduzione di Eila Pennanen e Hanno Vammelvuo, WSOY, Porvoo 1980
- (NL)  Id. De man van mevrouw Decker, De Arbeiderspers, Amsterdam e cop.1980
- (FR)  Id. Et vous me trouverez bien mort, Librairie des Champs-Élysées, Paris 1993